# Piet Bultsma-Vos

Máxima's wapen, ontworpen door Piet Bultsma

Piet Bultsma-Vos (ook: Piet Bultsma) (Wolvega, 2 november 1953) is een Nederlands wapentekenaar.

## Biografie
Bultsma volgde in de jaren 1971-1972 een opleiding tot landmeetkundig ambtenaar en werd tekenaar bij het kadaster. Niet veel later begon hij zich te interesseren voor heraldiek. In 1971 ontwierp hij het wapen voor zijn eigen familie dat op 9 april 1973 werd geregistreerd bij het Centraal Bureau voor Genealogie. In 1980 werd hij voorzitter van de Nederlandse Vereniging voor Vlaggenkunde. Vanaf 1993 is hij officieel wapentekenaar van de Hoge Raad van Adel. Hij werd bekend door de wapentekeningen die hij ontwierp voor enkele leden van de koninklijke familie:
- Máxima Zorreguieta (2002);
- de kinderen uit het huwelijk van Willem-Alexander der Nederlanden en Máxima Zorreguieta (2003);
- grafelijk geslacht Van Oranje-Nassau van Amsberg, voor nageslacht van prins Friso van Oranje-Nassau van Amsberg (2005).

Bultsma publiceerde verscheidene uitgaven over heraldiek. In 2000 stelde hij een werk samen over wapens van Noord-Nederlandse families, waarvan het eerste exemplaar in maart van dat jaar overhandigd werd aan de Friese Commissaris der Koningin, Ed Nijpels. Daarnaast heeft hij sinds begin jaren 1990 een eigen heraldisch bureau. Hij ontwerpt ook vlaggen, zegels en insignes (zoals het  Draaginsigne Veteranen). Sinds 2012 is hij lid van de Society of Heraldic Arts.